# Музей Ростовського водопроводу
Музей Ростовського водопроводу (рос. Музей Ростовского водопровода) — спеціалізований музей в Ростові-на-Дону, присвячений міського водогону.
Адреса музею: Ростов-на-Дону, вул. Максима Горького, 293.

## Історія
Музей ростовського водопроводу відкритий в 2000 році. Розташований музей в місті Ростов-на-Дону в приміщенні адміністративного корпусу ВАТ «Водоканал». Сам корпус належить до культурних пам'яток міста. Музей створений за ініціативою його нинішнього керівника З. В. Акопова.
Централізоване водопостачання міста бере свій початок з 1865 року. Вся історія його розвитку відображена в експозиції музею. Важливість міського водопроводу підкреслена відкриттям у ньому бронзового пам'ятника міському водогону, встановленого у Покровському сквері Ростова-на-Дону на відзначення 140-річчя Водоканалу.
Довжина першого водопроводу, пущеного в Ростові-на-Дону в 1865 році становила близько 5,3 км. З розвитком і розширенням міста розвивався і водопровід. Серед експонатів музею: пожежні гідранти, водорозбірні колонки, насосні агрегати та різноманітні пристосування інші водопровідні технології. Вік багатьох з експонатів — понад 100 років. На стендах представлені фотографії та документи. За представленими експонатами можна дізнатися про технічний прогрес у сфері водопостачання. У центрі залу музею знаходиться гіпсова копія скульптури дівчата з відром біля колонки. Така ж бронзова скульптура встановлена в місті. За скульптурою знаходиться п'ять стендів з фотографіями, присвяченим відродженню водопроводу. На підлозі лежить чавунний каналізаційний люк.
Відвідувачі музею можуть побачити карту міста зі схемою першого водопроводу, яка була випущена в 1865 році, стару колонку, перший водомір 1901 року, люки ХІХ століття, дореволюційний пожежний гідрант та ін. За сучасним експонатам можна побачити, наскільки збільшилися потужності сучасного ростовського водопроводу, технічний прогрес у сфері водовідведення, водопостачання і очищення.
На шістдесяти музейних стендах представлені документи і фотографії, історію розвитку міського водопровідно-каналізаційного господарства, відновлення підприємства в післявоєнні роки і розвиток підприємства ВАТ «Водоканал». У музеї є матеріали про працівників ВАТ «Водоканал». В даний час це підприємство обслуговує близько 2600 км водопровідних та близько 1260 км каналізаційних мереж. Воно забезпечує водою понад 1,2 млн осіб, що проживають у містах Ростов-на-Дону, Аксай і Батайськ.
У холі підприємства знаходиться бюст міському голові Андрію Матвійовичу Байкову. При ньому прокладений перший в Ростові-на-Дону водопровід. У 2004 році в музеї відкрився Дитячий екологічний центр.